# Shilanand Lakra
Pour les articles homonymes, voir Lakra.
Shilanand Lakra est un joueur de hockey sur gazon indien évoluant au poste d'attaquant au BPCL et avec l'équipe nationale indienne.

## Biographie
Shilanand est né le 5 mai 1999 dans l'état d'Odisha.

## Carrière
Il a été appelé en 2018 pour concourir à la Sultan Azlan Shah Cup 2018 à Ipoh.

## Palmarès
- : 3e au Champions Trophy d'Asie en 2021
- : 3e à la Ligue professionnelle 2021-2022